# Flyer Industria Aeronáutica Ltda
Flyer Industria Aeronáutica Ltda. ist ein brasilianischer Hersteller von Ultraleichtflugzeugen.

## Geschichte
Das Unternehmen wurde 1983 von Luiz Claudio Gonçalves gegründet, der zusammen mit Homer Kolb an der Weiterentwicklung des Kolb Flyer, dem Kolb Flyer Super Sport (auch Kolb Flyer SS genannt), arbeitete. In Folge wurde dieses Modell weiterentwickelt und als Flyer GT und später nach nochmaliger Überarbeitung, als Flyer F600 NG auf den Markt gebracht. Flyer Industria Aeronáutica fertigt bzw. fertigte auch verschiedene Modelle anderer Hersteller in Lizenz und ist für Tecnam als Exklusivvertriebspartner in Brasilien tätig.

## Produkte
Neben den Eigenentwicklungen: Kolb Flyer Super Sport, Flyer GT und Flyer F600 NG, wurden bzw. werden verschiedene Modelle, wie die Ultravia Pelican 500BR, sowie von Van’s Aircraft (RV-7, RV-9, RV-10, RV-12) in Lizenz gefertigt.